# نادر فقیه‌زاده
نادر فقیه‌زاده (زادهٔ ۱۳۵۵، تهران) طراح خودرو ایرانی آلمانی ساکن مونیخ است. او در ده‌سالگی به آلمان رفت و بعد از فارغ‌التحصیلی از دانشگاه فورتسهایم در رشتهٔ طراحی خودرو در بخش طراحی ب‌ام‌و به کار مشغول شد. مهم‌ترین پروژه‌های او در این کارخانه طراحی داخل ب‌ام‌و سری ۷ و سرگروه طراحی بدنهٔ سری ۶ کوپه، سری ۶ کانورتیبل و سری ۶ گرن کوپه و لندکرور است. نادر فقیه‌زاده به یک استودیو طراحی در آلمان پیوست، او اولین محصول مشترک چانگان موتورز و هواوی را طراحی کرد. این خودرو از محصولات زیربرند مشترک دو شرکت، آواتر است و آواتر ۱۱ نام دارد.